# Daemonorops oxycarpa
Daemonorops oxycarpa är en enhjärtbladig växtart som beskrevs av Odoardo Beccari. Daemonorops oxycarpa ingår i släktet Daemonorops och familjen Arecaceae. Inga underarter finns listade i Catalogue of Life.